# Activités informatiques en France
 (avril 2015).
Selon la nomenclature de l'INSEE, les secteurs d'activité de « Programmation, conseil et autres activités informatiques » et « Services d'information » regroupent les entreprises ayant le Code NAF 62 et 63.
Il s'agit essentiellement des entreprises de services du numérique (ESN), des éditeurs de logiciels et des sociétés de conseil en technologie (SCT).

## Description
Ce secteur d'activité, appelé également branche « Logiciels & Services » (L&S), regroupe essentiellement des entreprises de la convention collective nationale (CCN) N°3018 des « bureaux d’études techniques, cabinets d’ingénieurs conseils et sociétés de conseils », dite convention Syntec (du nom de la principale chambre patronale du secteur).

## Statistiques
Selon l'INSEE, ce secteur comptait en 2005 : 44 237 entreprises, dont 31 100 entreprises unipersonnelles (travailleurs indépendants) et 13 137 entreprises pluripersonnelles, générant un chiffre d'affaires de 49,99 Milliards d'Euros et employant 368 217 personnes (337 363 salariés équivalents temps plein).
Dans le détail, le secteur se compose de la manière suivante :
| Activité                                   | Nombre d'entreprises | Chiffre d'affaires (M€) | Nombre de salariés |
| ------------------------------------------ | -------------------- | ----------------------- | ------------------ |
| Conseil en systèmes informatiques          | 15 584               | 20 293                  | 145 282            |
| Editions de logiciels non personnalisés    | 4 665                | 6 777                   | 44 825             |
| Autres activités de réalisations logiciels | 15 381               | 11 064                  | 89 219             |
| Traitement de données                      | 3 740                | 8 617                   | 61 853             |
| Activités de banque de données             | 1 117                | 1 031                   | 6 291              |
| Maintenance matériel informatique          | 3 721                | 1 886                   | 18 423             |
| Total                                      | 44 208               | 49 668                  | 365 893            |

Fin 2006, l'Unedic dénombre quant à elle 332 397 salariés et 18 959 établissements employeurs.
En juillet 2013, ZDNet rapporte que selon Forrester, le marché français des produits et services technologiques s'élève à environ 70 milliards d’euros depuis 2010. En 2012, le hardware représente environ 17 % de ce total ; le  logiciel 34 % et les services informatiques 51 %.
Ernst&Young établit chaque année un panorama du top 250 des éditeurs de logiciels en France.